# Сен-Фор, Раймонд
Раймонд Поль Сен-Фор (фр. Raymond Paul Saint-Fort; 18 августа 1932, Порт-о-Пренс) — гаитянский шашист, неоднократный чемпион Гаити и чемпион США 1969 года по международным шашкам; поэт, писатель, изобретатель.

## Биография
Раймонд Сен-Фор родился в 1932 в семье гаитянского рабочего. Глухонемой от рождения Раймонд научился разбирать по губам французскую речь. После шести лет обучения в школе Сен-Фор ещё десять лет занимался самообразованием. С четырёхлетнего возраста начал играть в шашки. С начала 1950-х годов Сен Фор начал принимать участие в соревнованиях, с тех пор не менее восьми раз завоевывал титул чемпиона Гаити, и ему было присвоено звание национального гроссмейстера. В 1959 году Сен-Фор написал и опубликовал книгу «Развитие шашек на Гаити» («L’Evolution du Jeu de Dames en Haiti»), что позволило ему оплатить дорожные расходы на поездку на чемпионат мира 1960 года в Амстердам. Мало известный дебютант чемпионата занял в итоге 5 место. После чемпионата Сен-Фор опубликовал книгу «Моё участие в чемпионате мира 1960 года», в которой разобрал свои сыгранные на чемпионате партии. Доходы от новой книги позволили Сен-Фору принять участие в турнире претендентов 1962 года в Льеже, где Сен-Фор занял четвёртое место. Крупным успехом Сен-Фора закончился в мае 1964 года турнир в Хьюсене (Голландия). Сен-Фор занял первое место, оставив позади себя 9 участников, среди которых были Марсель Делорье, Вим де Йонг, Мишель Изар, Гуго Ферпост, Ян Бом и др. В чемпионате мира 1964 года Сен-Фор занял 12 место. В 1967 году Сен-Фор переехал в США. Неоднократно принимал участие в американских национальных первенствах, а в 1969 году завоевал титул чемпиона США по международным шашкам. Издал в США ещё несколько книг по теории и истории шашек и о своём пути в спорте (Checkers Documents Pour L'Histoire, 1967; Beauty 'n' originality, 1970; Damkarate, 1989; Checkers the Hearing of a Deaf Man, 1989).
В начале 60-х годов Сен-Фор издал на французском языке томик стихов собственного сочинения. В 2004 году в США опубликовал роман "Naked Vangeance".
Занимался разработкой противоугонных систем для автомобилей.

### Семья
В 1971 году Сен-Фор женился на  Улне Адекла. В браке родилась одна дочь Кеция Сен-Фор.